# Кирил Вълчев
Кирил Александров Вълчев е български журналист и юрист в областта на правото на интелектуалната собственост, медийното, търговското и гражданското право.
На 27 януари 2021 г. е избран с петгодишен мандат за генерален директор на Българската телеграфна агенция (БТА) от XLIV народно събрание на Република България без нито един глас против или въздържал се.
Бил е автор на публицистичните предавания „Седмицата“ и „Годината“ по частното национално Дарик радио.
Пътешественик – посетил всички 193 държави, които са членове на Организацията на обединените нации (ООН), както и всички континенти.

## Произход
Роден е на 24 май 1973 г. в София. Кръстен е на Свети Кирил, на чийто празник е роден. Баща му инж. Александър Вълчев (1941 г. – 2012 г.) е основател и директор на Националния политехнически музей в София и основател и председател на Българския национален комитет на Световния съвет на музеите (International Council of Museums – ICOM). Майка му Жанета Вълчева се пенсионира като заместник-директор на Националното музикално училище „Любомир Пипков“ в София.

## Образование
През 1992 г. завършва с отличие Националната гимназия за древни езици и култури „Константин-Кирил Философ“. Дипломната му работа е на тема „Руски и украински старопечатни книги в библиотеката на Рилския манастир“.
Докато е ученик в гимназията, между 1990 и 1992 г. работи като санитар във Второ вътрешно отделение на Четвърта градска болница в София, защото иска да стане лекар.
Магистър по право в Юридическия факултет на Софийския университет „Св. Климент Охридски“, който завършва с отличие през 1998 г. Дипломната му работа е на тема „Правен режим на ценните книжа, фондовите борси и публичните дружества“.
През 1995 г. завършва професионален курс по радио-мениджмънт в „Дойче Веле“ в Кьолн, Германия.
През 2000 г. е стипендиант в Програмата за европейски лидери на „Джърман Маршъл Фонд“ в Съединените американски щати.
През 2003 г. е на стаж в Българската секция на Би Би Си в Лондон, Великобритания.

## Професионален опит

### Право
Между 1996 и 1998 г. като студент е адвокатски сътрудник в адвокатска кантора „Легаком“.
От 1999 г. до избирането му за генерелeн директор на БТА на 27 януари 2021 г. е адвокат в Софийската адвокатска колегия.
От 2000 г. до 2004 г. е хоноруван асистент по гражданско право в Юридическия факултет на Софийския университет „Св. Климент Охридски“.
От 2005 г. до избирането му за генерален директор на БТА на 27 януари 2021 г. е управляващ съдружник на адвокатско дружество, специализирано в областта на медиите и интелектуалната собственост. Консултира медии, театри, опери, филхармонии, музеи, галерии, индивидуални творци и артисти.
Представител по индустриална собственост (патенти и марки), вписан в регистъра на Патентното ведомство на Република България (с временно преустановена дейност през мандата като генерален директор на БТА).
През 2003 г. и 2011 г. е правен консултант при изготвянето на проект на Закон за Българската телеграфна агенция (БТА), като в края на 2011 г. законът е приет от Народното събрание. Постоянен правен консултант на Българската телеграфна агенция (БТА) от 2000 г. до 2003 г. и от 2018 година до избирането му за генерален директор на БТА на 27 януари 2021 г.
От 2000 г. до избирането му за генерален директор на БТА на 27 януари 2021 г. е постоянен правен консултант на Дарик радио.
От 2005 г. е секретар на Управителния съвет и до избирането му за генерален директор на БТА на 27 януари 2021 г. постоянен правен консултант за учредяването и дейността на Съюза на българските национални електронни медии (СБНЕМ) – сдружение на Българската телеграфна агенция (БТА), Българската национална телевизия (БНТ), Българското национално радио (БНР), БТВ, Нова телевизия и Дарик радио.
От 2009 г. до 2011 г. е постоянен правен консултант за учредяването и дейността на Асоциацията на телевизионните продуценти (АТП) – единственото сдружение на телевизионните продуценти в България.
От 2018 г. до избирането му за генерален директор на БТА на 27 януари 2021 г. е правен консултант на Българската асоциация на журналистите и писателите по туризма (Association Bulgare des Journalistes et Ecrivains du Tourisme – ABUJET).
През 2019 – 2020 г. е член на експертната група за промени в Закона за радиото и телевизията към Комисията по културата и медиите на Народното събрание.

### Медии
През 1990 – 1991 г. като ученик е член на разширения редакционен състав на Кирило-Методиевския вестник „За Буквите“.
От 1992 г. до 1993 г. е водещ на издания на младежкото предаване „Юноша“ по програма „Христо Ботев“ на Българското национално радио (БНР).
От 1993 г. до 1995 г. е сътрудник на трудов договор в Редакция „Информация за чужбина“ на Българската телеграфна агенция (БТА).
От основаването на Дарик радио през 1993 г. до избирането му за генерален директор на БТА на 27 януари 2021 г. е специален кореспондент на радиото за събития в България и по света. Отразява форумите, на които България е приета за член на НАТО през 2004 г. в Прага, Чехия, и България подписва договора за присъединяване към Европейския съюз през 2005 г. в Люксембург.
От 1994 г. е автор на обзорното предаване „Седмицата“ на Дарик радио всяка събота сутрин. Според социологическо проучване на агенция „Алфа Рисърч“ в края на 2020 г. „Седмицата“ е най-слушаното предаване на Дарик радио. След избирането му за генерален директор на БТА запазва авторския коментар в началото на предаването.
От 1996 г. е автор на обзорното предаване „Годината“ на Дарик радио, което продължава между 12 и 15 часа през цялата последна събота преди Коледа. В него Дарик радио обявява избора за „Политик и събитие на годината“.
От 1994 г. до 2009 г. е автор на обзорното предаване „Денят“ на Дарик радио.
От 2007 г. до 2020 г. е организатор на проучването на Дарик радио „Най-добрият град за живеене в България“.
От 2006 г. до 2008 г. е член, а от 2009 г. до 2014 г. е председател на Комисията за етика в електронните медии към Националния съвет за журналистическа етика, която прилага Етичния кодекс на българските медии.
От 2008 г. до 2010 г. е председател на Съвета на директорите на „Лекс.бг“ – най-големия правен портал в България.
От 2009 г. до 2010 г. е председател на Съвета на директорите на издателя на списание „Правен свят“ и автор на поредицата „Интервюто на Кирил Вълчев“ в списанието с участници значими български политици и общественици.
От 2019 г. е член на Обществения съвет на Българското дружество за връзки с обществеността.
Участник и модератор на дискусии в световните срещи на българските медии, организирани от Българската телеграфна агенция (БТА).
Лектор на Българското училище за политика за работата на политиците с медиите, на Дипломатическия институт към Министерството на външните работи за работата на дипломатите с медиите, както и на Националния институт на правосъдието за работата на магистратите с медиите.
Участник, лектор, модератор в многобройни форуми по теми, свързани с медиите.

### Други активности
Член на обществените съвети на Националната гимназия за древни езици и култури „Константин-Кирил Философ“, Националната библиотека „Св. Св. Кирил и Методий“, Софийската градска художествена галерия и Театър София.
Член на Българския антарктически институт. Участник в XII, XXVIII и XXXII български национални антарктически експедиции.
Член на Българската асоциация на журналистите и писателите по туризма (Association Bulgare des Journalistes et Ecrivains du Tourisme – ABUJET)
Член на Българския национален комитет на Световния съвет на музеите (International Council of Museums – ICOM).
Член на Обществено-експертния съвет за закрила и развитие на културното наследство на територията на Столична община.
През 2019 г., 2021 г., 2022 г., 2023 г. и 2024 г. е член на журито на конкурса за песен „Бургас и морето“.
През 2016 г. – 2017 г. е член на журито на конкурса „Инвеститор на годината“.
Наблюдател от Организацията за сигурност и сътрудничество в Европа (ОССЕ) в Приедор, Босна и Херцеговина през 1997 г., Травник, Босна и Херцеговина през 1998 г. и Феризай, Косово през 2001 г.
От 1990 г. до 2001 г. е експерт на Българското сдружение за честни избори и граждански права (БСЧИГП). Участва в кампании за разясняване на достъпа до Европейския съд за правата на човека в Страсбург, Франция, ролята на Конституционния съд, въвеждането на института на омбудсмана в България.

## Авторски материали

### Журналистика
Около 2000 коментара в „Седмицата“ и „Денят“ на Дарик радио
„52 седмици“ (книга с 52 есета от „Седмицата“ на Дарик радио) – 2003 г., София
Аудио и видео поредици – 2020 г., Дарик радио и DarikRadio.bg:
- Дневници от Антарктида[5]
- Страстната седмица, Великден и Светли петък в Рилския манастир през пандемията от коронавируса
- Гергьовден в Хаджидимовския манастир през пандемията от коронавируса
- Европарламентът и коронавирусът

Фото-изложба „Децата на Сахел“ – 2012 г., София (изложбата е организирана от Дарик радио, Европейската комисия и Столична община и представя кадри, заснети през януари 2012 г. по време на работната обиколка в Нигер и Чад на еврокомисаря Кристалина Георгиева, която присъства на откриването на изложбата.
Фото-изложба „Анна Каренина“ на Театър София в Ясна поляна на Толстой“ – 2019 г., София.

### Право
„Публичното дружество“ (монография) – сп. „Търговско право“, бр. 6/1998
„Медиите и местните избори през 1995 г. – нормативна основа и практика“ (монография) – Българско сдружение за честни избори и граждански права, 1996 г.

## Отличия в областта на медиите
| 2020 | Българска академия на науките                   | Награда на БАН за журналисти в категория „Електронни медии“                                                                      |
| 2020 | Национална библиотека „Св. Св. Кирил и Методий“ | Грамота (за популяризиране на идеята за разширяване на библиотеката)                                                             |
| 2018 | Софийски университет „Св. Климент Охридски“     | Юбилеен плакет за 130-ата годишнина от основаването на университета като водещ на обзорното предаване „Седмицата“ на Дарик радио |
| 2017 | Асоциация на българските авиокомпании           | Годишна журналистическа награда                                                                                                  |
| 2015 | Софийска опера и балет                          | Грамота за изключителна подкрепа за представяне                                                                                  |
| 2015 | Български червен кръст                          | Почетна грамота за утвърждаване на Червения кръст                                                                                |
| 2002 | Министерство на здравеопазването                | Награда за принос в отразяването на новините в областта на здравеопазването                                                      |
| 2001 | Международни медийни събития – Албена           | Първа награда на радио фестивала „Сребърна вълна“                                                                                |
| 2000 | Министерство на културата                       | Почетна грамота за принос в развитието и популяризирането на българската култура                                                 |
| 2000 | „Дарик радио“                                   | Глас на годината |